# Rynek (Wrocław)

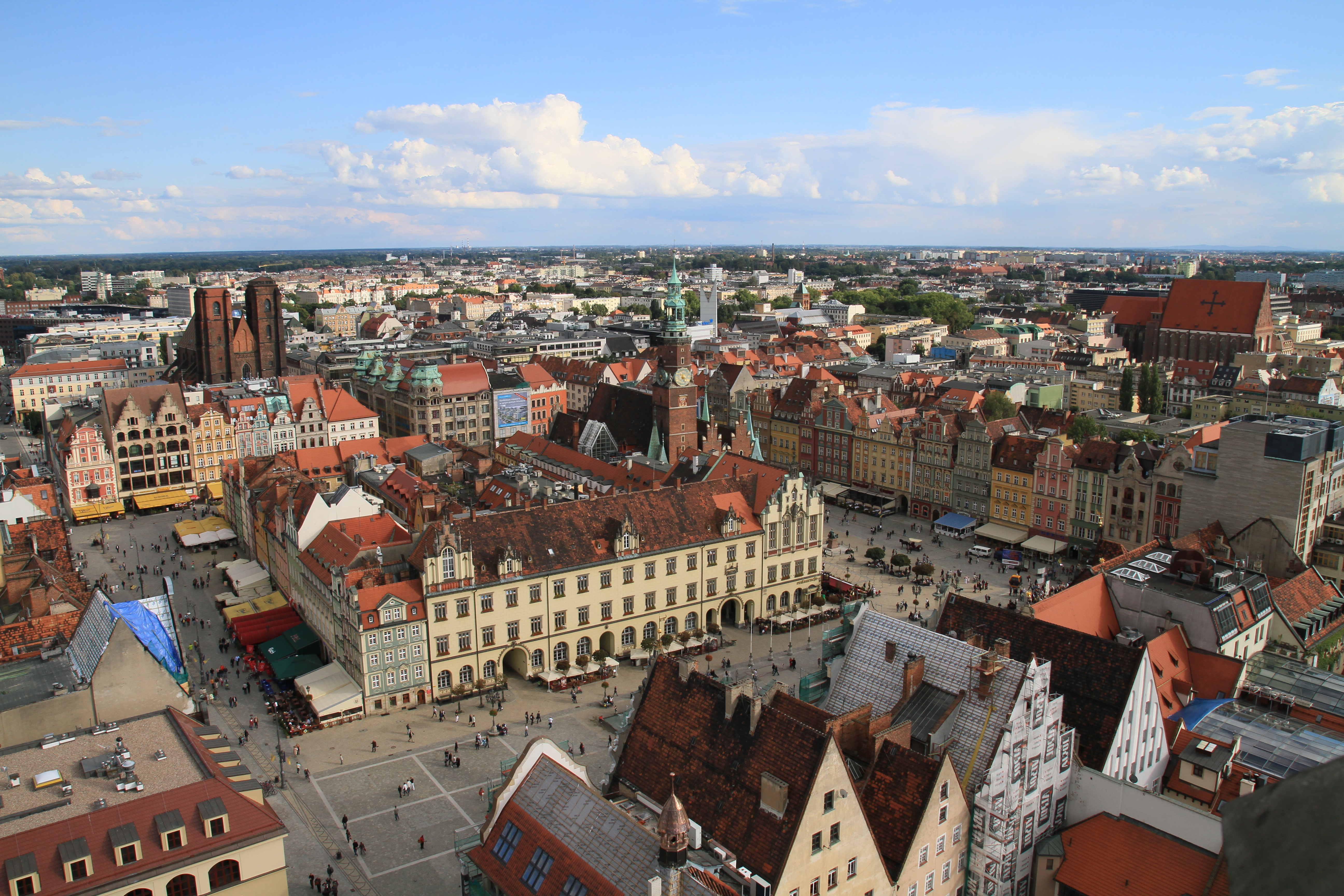
De Grote Ring gezien vanuit de toren van de Elisabethkirche

De Rynek van Wrocław (Duits:Großer Ring of simpelweg Der Ring, Nederlands: Grote Ring) is een middeleeuwse marktplaats in de Poolse stad Wrocław, tot 1945 Breslau. De markt is een rechthoek van 205m bij 175m, waarvan in het midden wel bebouwing is. In het midden van de Ring ligt het Nieuwe Raadhuis alsook het Oude Raadhuis, wat het symbool van de stad is. De markt grenst ook aan de Zoutmarkt.

## Geschiedenis

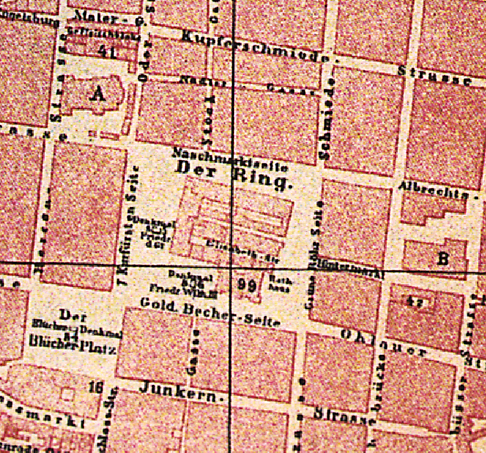
Stadsplan uit 1873

De Grote Ring ontstond toen Breslau stadsrechten kreeg naar Maagdenburgs recht. In het begin werd de markt oude markt genoemd, kort erbij lag ook de nieuwe markt. De markt werd gaandeweg meer en meer belangrijk voor de stad. Vooral de bouw van het oude raadhuis zorgde voor aanzien. Het begrip Ring werd voor het eerst in 1350 gebruikt. Reeds in de dertiende eeuw waren er baksteenhuizen op de Ring, die niet onderkelderd waren. In de veertiende eeuw werden er patriciërshuizen gebouwd met meerdere verdiepingen en spitsdaken. De huizen werden steeds groter en de gevels werden rijk versierd. Na de grote brand van 1363 verschenen de eerste gotische huizen. Hier is tegenwoordig bijna niets meer van te merken omdat vele gevels in de vijftiende en zestiende eeuw in renaissance-stijl omgevormd werden.

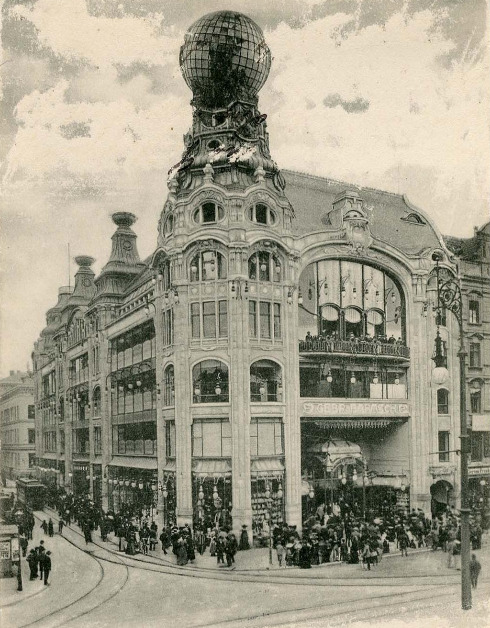
Warenhaus Gebrüder Barasch in 1905

In de negentiende eeuw kreeg de Ring eerst een paardentram en vanaf 1892 ook een elektrische tram, die tot het einde van de jaren zeventig van de twintigste eeuw gebruikt werd. Rond 1900 kwamen werd er een warenhuis geopend, het Warenhaus Gebrüder Barasch, dat in jugendstil gebouwd werd.
Tijdens de Tweede Wereldoorlog werd ongeveer 60% van de bebouwing verwoest. 17 huizen bleven grotendeels ongeschonden. Na de oorlog werd de stad Pools en werd er begonnen met de wederopbouw van de huizen die verwoest werden. Enkele bekende gebouwen op het plein zijn het Haus zu den sieben Kurfürsten, Haus zur Goldenen Sonne en het Haus zur Blauen Sonne

## Afbeeldingen

Panorama met Nieuwe Raadhuis

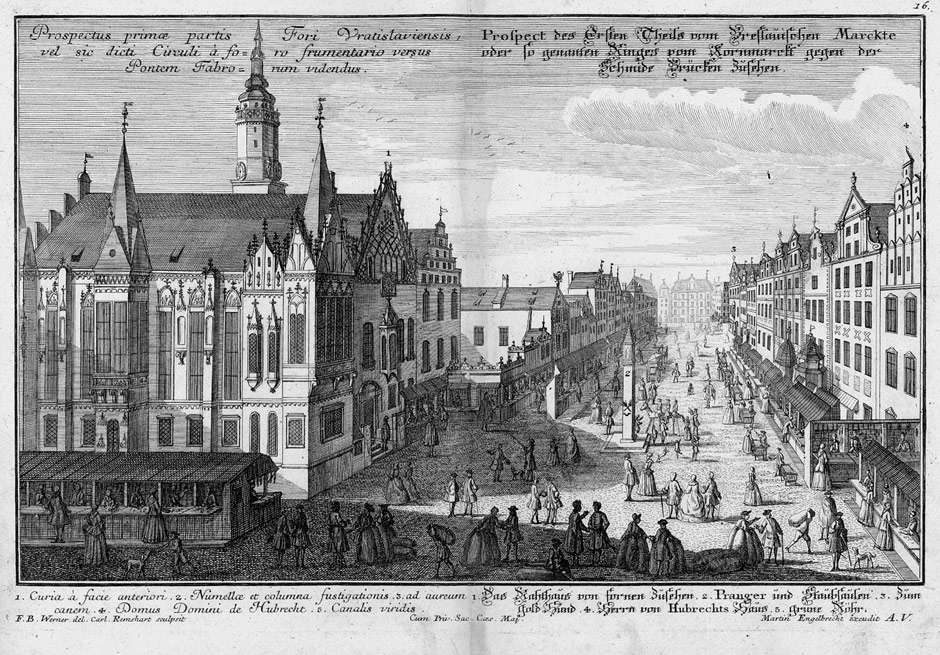
Grote Ring in 1736
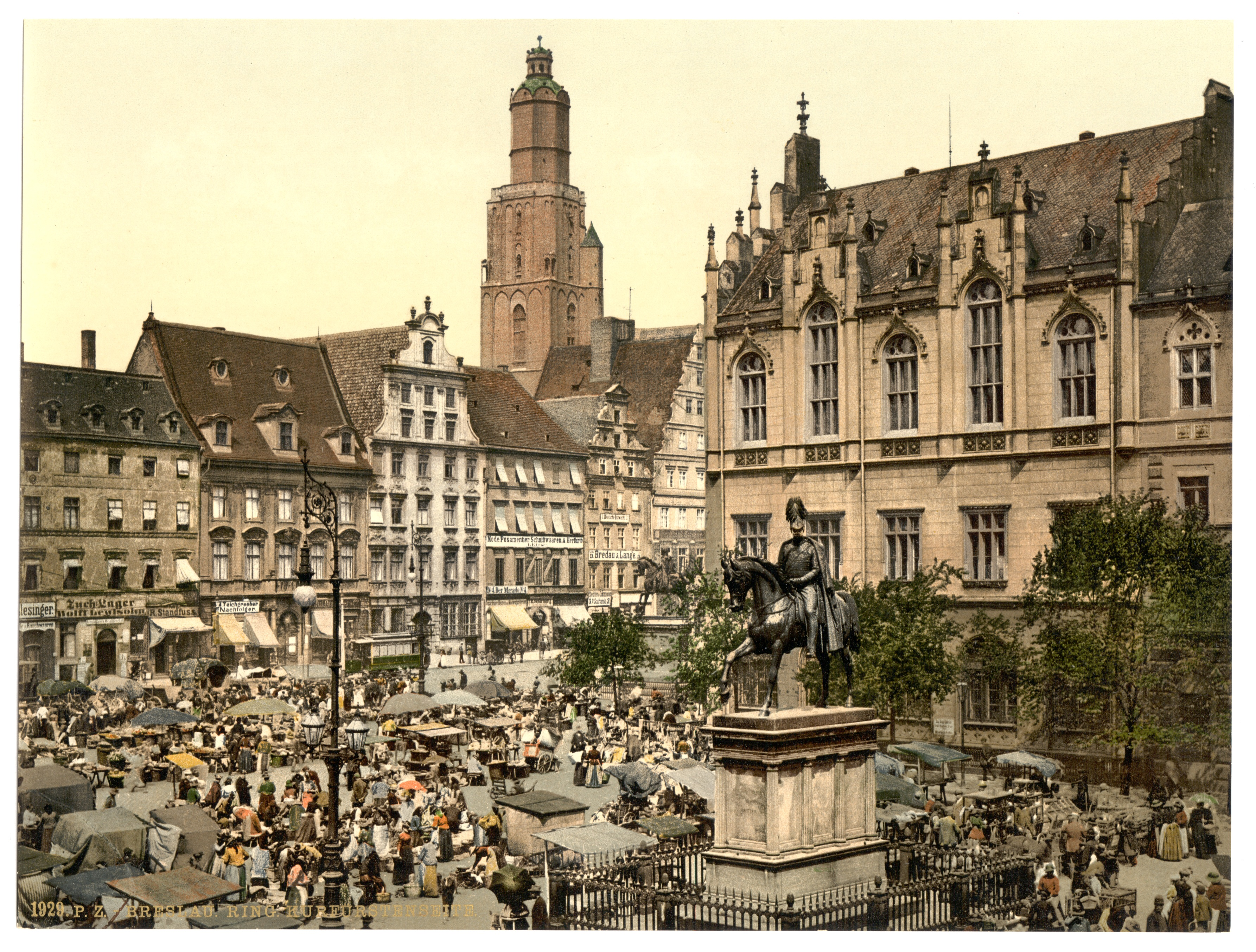
Grote Ring aan het einde van de negentiende eeuw
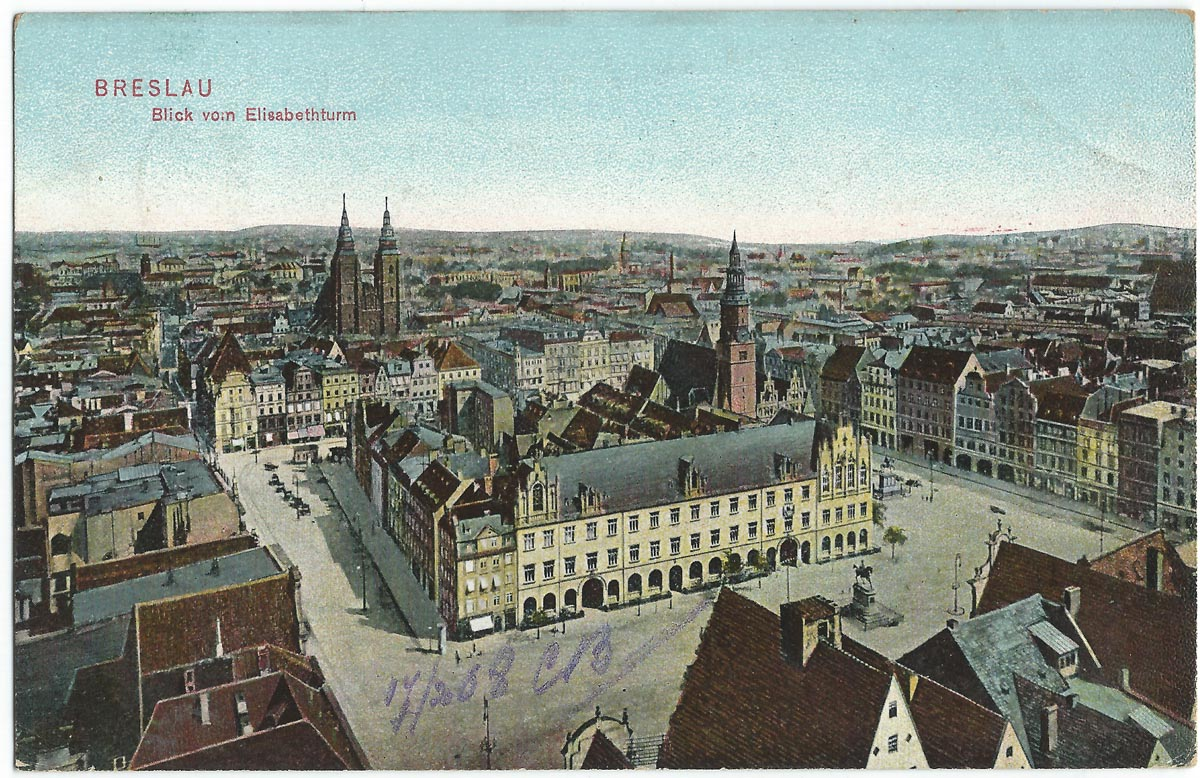
Ring op een postkaart uit 1908
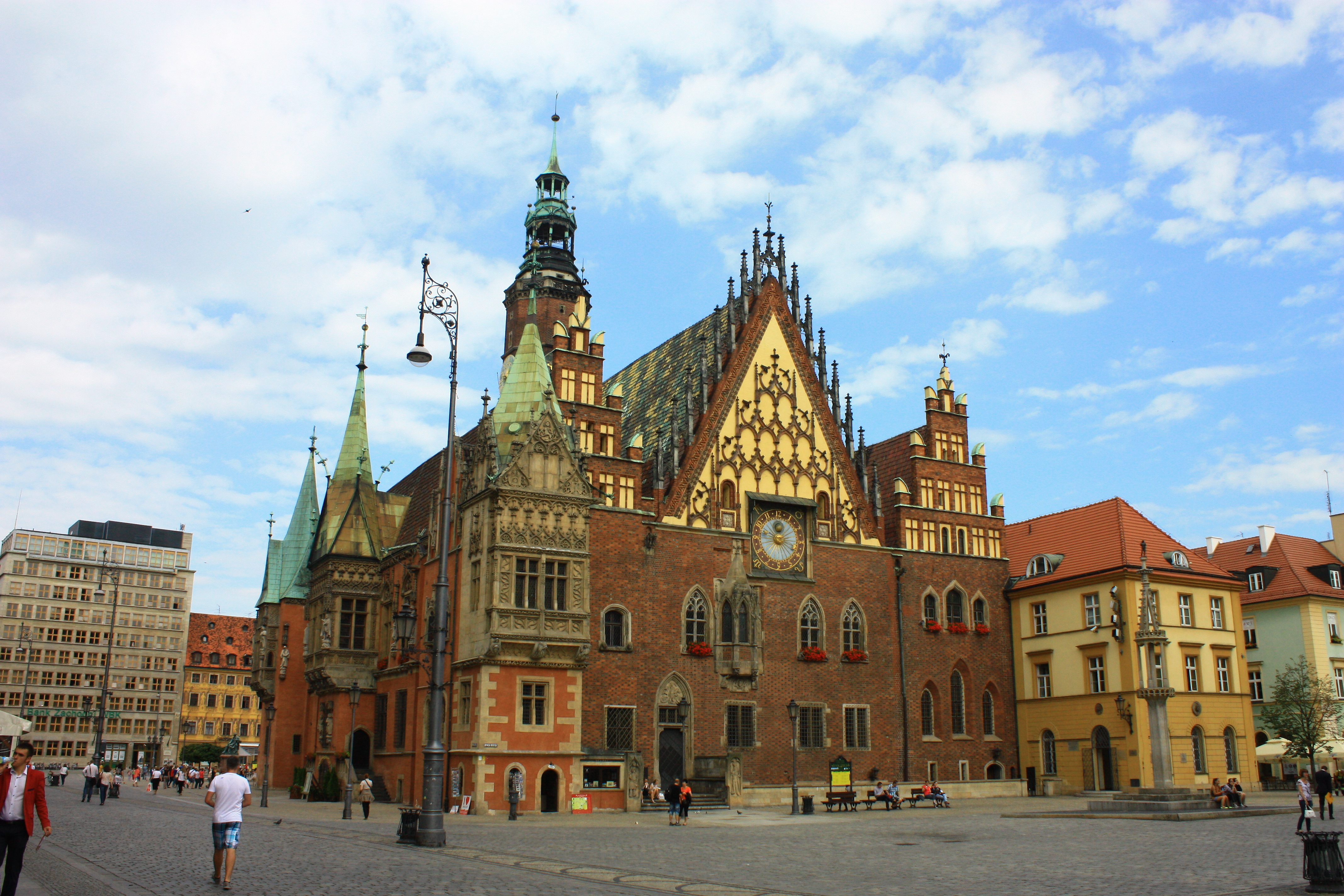
Oude Raadhuis
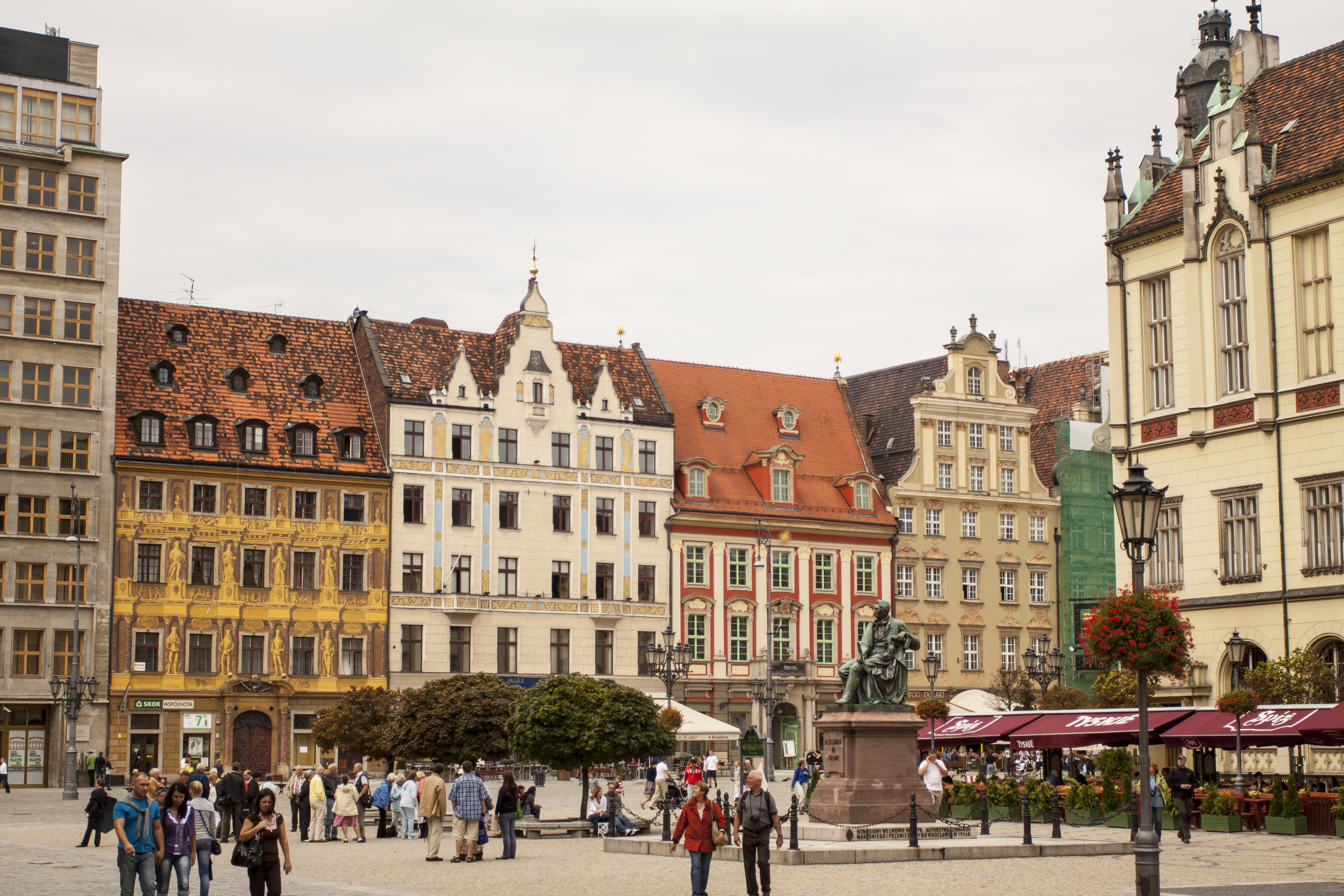
Westzijde